# Аламо (Џорџија)
Аламо (енгл. Alamo) град је у америчкој савезној држави Џорџија. По попису становништва из 2010. у њему је живело 2.797 становника.

## Демографија
Према попису становништва из 2010. у граду је живело 2.797 становника, што је 854 (44,0%) становника више него 2000. године.
| Група             | 2000.         | 2010.         |
| Белци             | 895 (46,1%)   | 1.077 (38,5%) |
| Афроамериканци    | 1.022 (52,6%) | 1.613 (57,7%) |
| Азијати           | 0 (0,0%)      | 3 (0,1%)      |
| Хиспаноамериканци | 18 (0,9%)     | 121 (4,3%)    |
| Укупно            | 1.943         | 2.797         |